# Pterostichus lubricus
Pterostichus lubricus är en skalbaggsart som beskrevs av John Lawrence LeConte 1852. Pterostichus lubricus ingår i släktet Pterostichus och familjen jordlöpare. Inga underarter finns listade i Catalogue of Life.